# Veľký Kamenec
Veľký Kamenec és un poble i municipi d'Eslovàquia. Es troba a la regió de Košice, a l'est del país.

## Història
La primera referència escrita de la vila data del 1280.

## Demografia
| Godina             | 1994 | 2004   | 2014   | 2024    |
| ------------------ | ---- | ------ | ------ | ------- |
| Nombre de persones | 886  | 838    | 797    | 693     |
| Diferència         |      | −5,41% | −4,89% | −13,04% |

| Godina             | 2023 | 2024   |
| ------------------ | ---- | ------ |
| Nombre de persones | 708  | 693    |
| Diferència         |      | −2,11% |